# العلاقات الوسط إفريقية الفنزويلية
العلاقات الوسط أفريقية الفنزويلية هي العلاقات الثنائية التي تجمع بين جمهورية أفريقيا الوسطى وفنزويلا.

## مقارنة بين البلدين
هذه مقارنة عامة ومرجعية للدولتين:
| وجه المقارنة                                              | جمهورية أفريقيا الوسطى      | فنزويلا                                  |
| --------------------------------------------------------- | --------------------------- | ---------------------------------------- |
| المساحة (كم2)                                             | 622.98 ألف                  | 916.45 ألف                               |
| عدد السكان (نسمة)                                         | 4.66 مليون                  | 28.87 مليون                              |
| الكثافة السكانية (ن./كم²)                                 | 7.48                        | 31.5                                     |
| العاصمة                                                   | بانغي                       | كاراكاس                                  |
| اللغة الرسمية                                             | لغة فرنسية، اللغة السانغوية | اللغة الإسبانية، لغة الإشارة الفنزويلية ‏ |
| العملة                                                    | فرنك وسط أفريقي             | بوليفار فنزويلي                          |
| الناتج المحلي الإجمالي (بليون دولار)                      | 1.95 مليار                  | 482.36 مليار                             |
| الناتج المحلي الإجمالي (تعادل القوة الشرائية) بليون دولار | 3.03 مليار                  |                                          |
| الناتج المحلي الإجمالي الاسمي للفرد دولار أمريكي          | 323                         |                                          |
| الناتج المحلي الإجمالي للفرد دولار أمريكي                 | 594                         |                                          |
| مؤشر التنمية البشرية                                      | 0.350                       | 0.762                                    |
| رمز المكالمات الدولي                                      | +236                        | +58                                      |
| رمز الإنترنت                                              | .cf                         | .ve                                      |
| المنطقة الزمنية                                           | ت ع م+01:00                 | 00                                       |

## منظمات دولية مشتركة
يشترك البلدان في عضوية مجموعة من المنظمات الدولية، منها:
| علم المنظمة | اسم المنظمة                        | تاريخ انضمام جمهورية أفريقيا الوسطى | تاريخ انضمام فنزويلا |
| ----------- | ---------------------------------- | ----------------------------------- | -------------------- |
|             | يونسكو                             | 11 نوفمبر 1960                      | 25 نوفمبر 1946       |
|             | وكالة ضمان الاستثمار متعدد الأطراف | 8 سبتمبر 2000                       | 9 مايو 1994          |
|             | الأمم المتحدة                      | 20 سبتمبر 1960                      | 15 نوفمبر 1945       |
|             | الاتحاد البريدي العالمي            | ?                                   | ?                    |
|             | البنك الدولي للإنشاء والتعمير      | 10 يوليو 1963                       | 30 ديسمبر 1946       |
|             | الاتحاد الدولي للاتصالات           | 2 ديسمبر 1960                       | 13 أغسطس 1920        |
|             | منظمة حظر الأسلحة الكيميائية       | ?                                   | ?                    |
|             | مؤسسة التمويل الدولية              | 1 أبريل 1991                        | 28 ديسمبر 1956       |
|             | منظمة التجارة العالمية             | ?                                   | ?                    |
|             | منظمة الشرطة الجنائية الدولية      | ?                                   | ?                    |

## وصلات خارجية
- موقع وزارة الخارجية الفنزويلية